# Victoria (Caldas)
Victoria es un municipio colombiano ubicado en el oriente del departamento de Caldas, en la región conocida como Magdalena Centro. Se halla este municipio entre el piedemonte oriental de la Cordillera Central y el valle interandino del río Magdalena. El municipio limita por el oriente con el municipio de La Dorada; por el occidente con los municipios de Marquetalia y Samaná; por el norte con Norcasia y Samaná y por el sur con los municipios del Tolima: Honda y Mariquita.

## División Político-Administrativa
Además de su Cabecera municipal. Victoria tiene bajo su jurisdicción los siguientes Centros poblados:
- Cañaveral
- El Llano
- Isaza
- La Fe
- La Pradera
- San Mateo
- Villa Esperanza

## Historia
Se sabe que el territorio de Caldas y Tolima estuvo ampliamente habitado por comunidades indígenas. De acuerdo con la demografía del Viejo Caldas las comunidades quimbaya poblaron diversas zonas repartidas en grupos más pequeños. El contacto con la población española debilitó fuertemente las estructuras de estos pueblos; fueron diezmados, obligados a vivir en las zonas más altas de la Cordilleras Central y Occidental y otros fueron convertidos en tributarios del dominio español. En 1571 Victoria, ubicada en la zona oriental de Caldas, contaba con 9.000 indígenas bajo el dominio español.
Se registran al menos 5 fundaciones en la Historia de Victoria, algunas de las más importantes fueron:
1553: Fundada en territorios pertenecientes hoy al Municipio de Samaná, en cercanías de los ríos La Miel y Manso. Por diversas circunstancias, la fundación duro poco tiempo. Dos intentos más se llevaron a cabo, con resultados igualmente negativos. El último de éstos estuvo ubicado en la desembocadura del río Guarinó en el Magdalena. Los gestores de estas empresas colonizadores fueron expedicionarios españoles encabezados por Hernando de Salinas.
1840: La cuarta fundación, la cual también se llamó Victoria, se originó en la región de San Mateo, parte alta de la Montaña de Bellavista. Fue impulsada por las corrientes migratorias procedentes, en sus orígenes de Antioquia La Grande, reforzadas con inmigrantes del Tolima, de Cundinamarca y los Santanderes.
1879: La escasez de agua potable y los fuertes vendavales que frecuentemente azotaban la región, obligaron a los moradores del incipiente poblado a buscar un sitio que ofreciera mejores condiciones de vida. Después de afanosas exploraciones, descubrieron al pie de la Montaña de Bellavista unos excelentes terrenos, con abundantes aguas y materiales para la construcción de las viviendas. Fue así como a finales de este año el 23 de diciembre de 1879, concluyeron el traslado de todas sus pertenencias al lugar donde hoy está ubicada la Población. Fue esta la quinta y última fundación de Victoria.
1887: El 13 de octubre de este año, el gobernador del Tolima, Manuel Casabianca, dictó el decreto n.º 650 por medio del cual la aldea de Victoria y otras, fueron elevadas a la categoría de Distritos (hoy Municipios).
En 1905. Fue creado el Departamento de Caldas, con territorios segregados a Antioquia, Tolima, Chocó y Cauca. Fue así como Victoria pasó a formar parte de la nueva división territorial de la República. En 1923 mediante la Ordenanza n.º 23 originaria de la Asamblea Departamental, se creó el Municipio de La Dorada, con una superficie de 642 km², los cuales fueron segregados del municipio de Victoria. Hasta esta fecha La Dorada figuró como corregimiento de Victoria.

## Servicios públicos
- Energía Eléctrica: Central Hidroeléctrica de Caldas (CHEC), del grupo EPM, es la empresa prestadora del servicio de energía eléctrica.
- Gas Natural: Alcanos de Colombia es la empresa distribuidora y comercializadora de gas natural en el municipio.